# Drei-Dollar-Münze

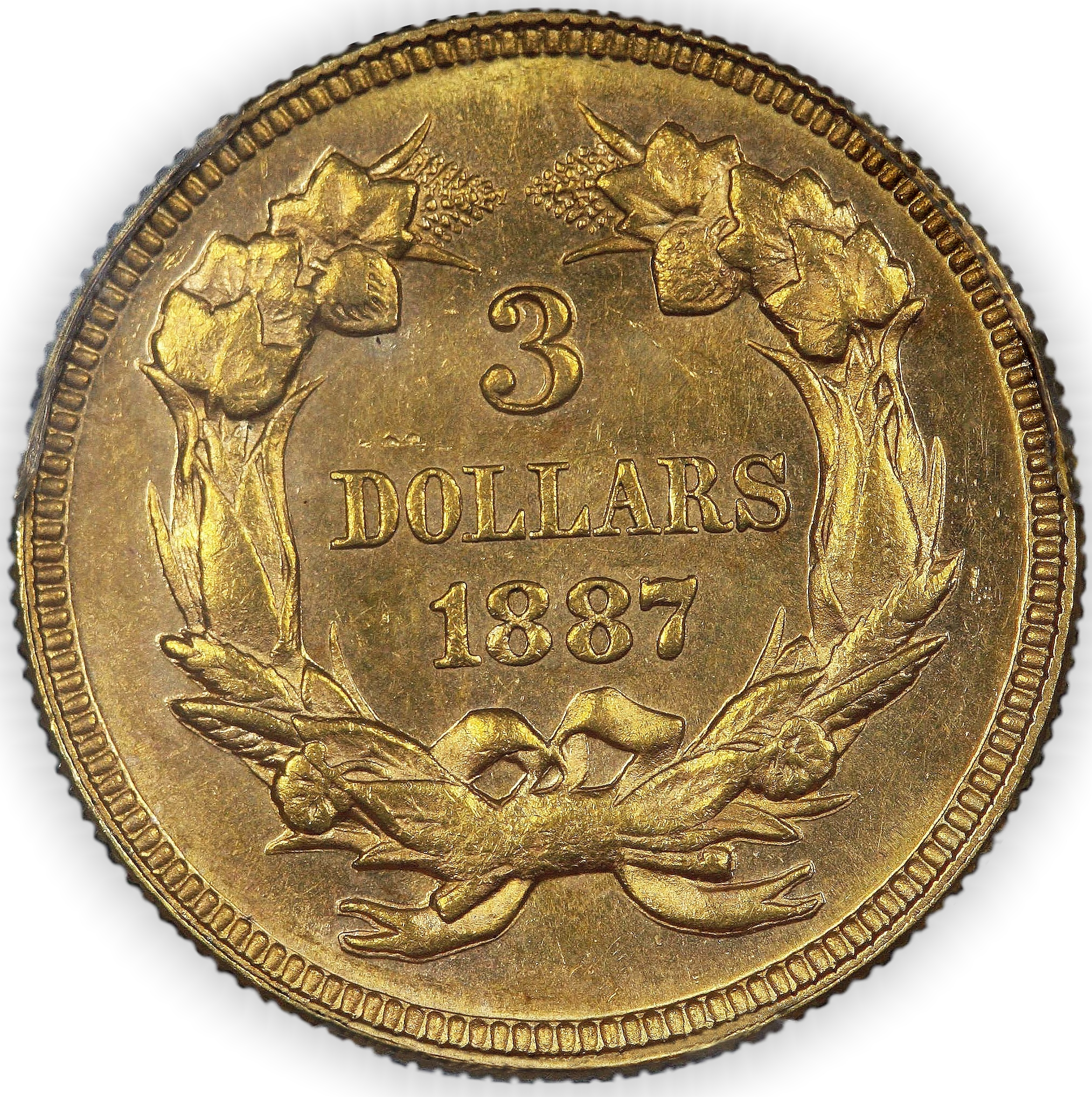
Drei-Dollar-Münze von 1887

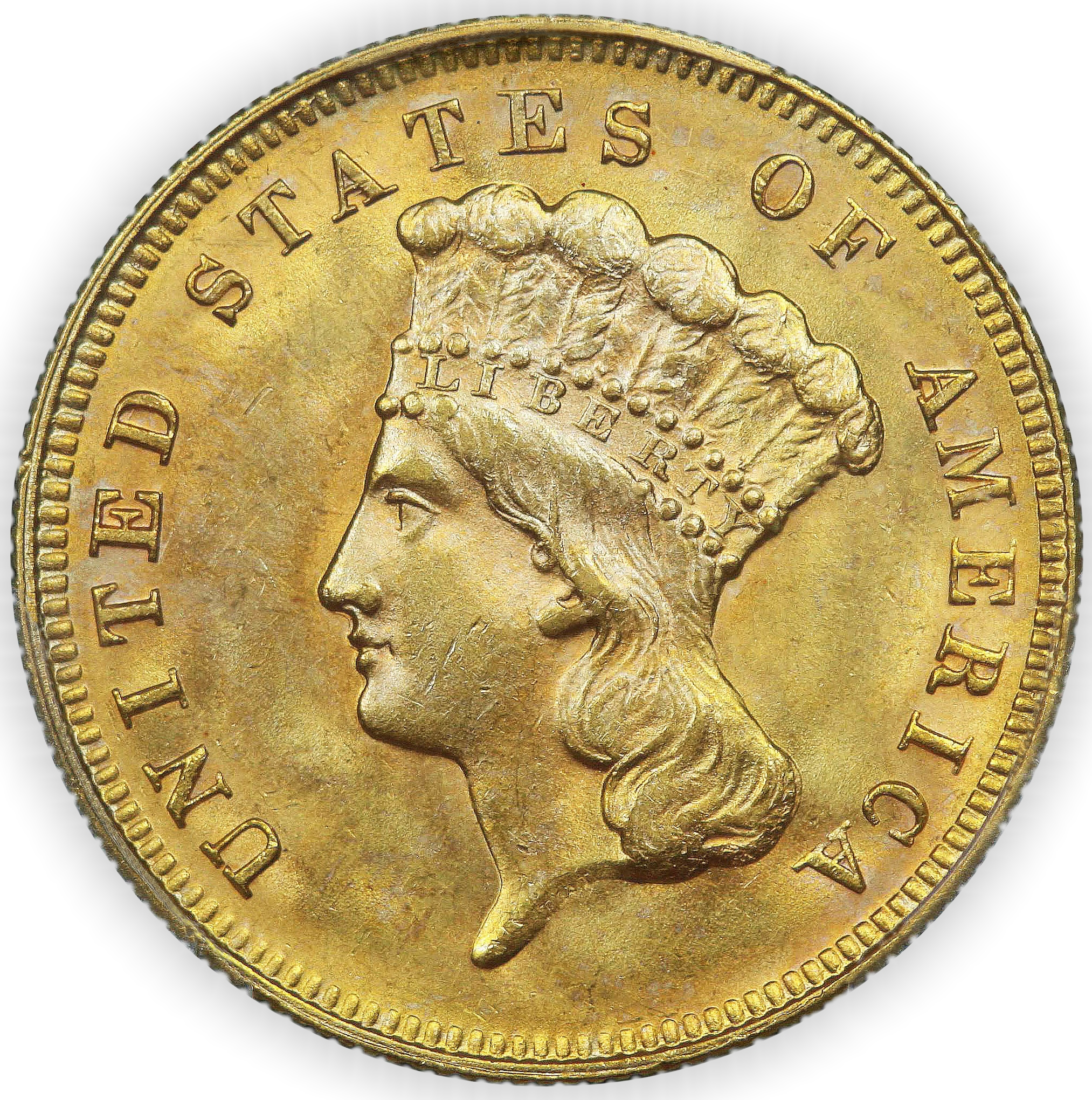
Drei-Dollar-Münze von 1878

Die Drei-Dollar-Münze war eine Goldmünze im Nennwert von drei US-Dollar, die von 1854 bis 1889 in den Vereinigten Staaten geprägt wurde. Sie wurde durch das Gesetz vom 21. Februar 1853 genehmigt und vom leitenden Graveur James B. Longacre entworfen. Die Vorderseite zeigt eine Darstellung der Libertas mit einem Federkopfschmuck einer indianischen Prinzessin und die Rückseite einen Kranz aus Mais, Weizen, Baumwolle und Tabak.
Im Jahr 1851 hatte der Kongress der Vereinigten Staaten das Prägen eines Drei-Cent-Stücks aus Silber zugelassen, sodass Briefmarken dieses Werts ohne die Verwendung von weithin unbeliebten Kupfer-Cents gekauft werden konnten. Zwei Jahre später wurde ein Gesetz verabschiedet, das das Prägen einer Drei-Dollar-Münze erlaubte. Nach einigen Berichten wurde die Münze gewünscht, damit mit ihr größere Mengen von Briefmarken gekauft werden konnten. Nach einer anderen Meinung beruhte die Einführung dieser Goldmünze auf den reichen Goldfunden in Kalifornien. Longacre versuchte bei der Gestaltung der Münze, diese so unterschiedlich wie möglich zum Quarter Eagle oder 2,50-$-Stück zu machen, und schlug sie aus einem dünneren Rohling mit einem unverwechselbaren Design. Obwohl im ersten Jahr mehr als 100.000 Stück geprägt wurden, wurde die Münze wenig gebraucht. Sie zirkulierte vor allem an der Westküste, wo bevorzugt Gold und Silber statt Papiergeld verwendet wurden.